# Mus fragilicauda
'Souris à queue fragile
Espèce
Statut de conservation UICN

 LC  : Préoccupation mineure
Mus fragilicauda, la Souris à queue fragile, est une espèce de souris du Sud-Est asiatique de la famille des Muridae,. Cette espèce a été décrite dans deux localités de la province de Nakhon Ratchasima (Khorat) en Thaïlande. On la connaît aujourd'hui dans deux autres localités de la province de Loei (Thaïlande) ainsi qu'au Laos (province de Sekong).  
Morphologiquement elle est très proche de Mus cervicolor avec qui elle vit en sympatrie. D'un point de vue phylogénétique, elle est plus proche du groupe de la souris domestique (Mus musculus) et des souris européennes (Mus spretus, Mus spicilegus, Mus macedonicus et Mus cypriacus) que des souris asiatiques. 
Elle présente le caryotype standard des souris du genre Mus, 2n=40 chromosomes. 
D'un point de vue écologique, elle est trouvée dans les formations herbacées qui bordent les champs de riz, ou en association avec le bambou nain. La souris à queue fragile doit don nom à la fragilité du tégument de sa queue, qui se casse ou présente de nombreuses cicatrices.

## Systématique
Le nom valide complet (avec auteur) de ce taxon est Mus fragilicauda Auffray, Orth, Catalan, Gonzalez, Desmarais & Bonhomme, 2003.